# Serhij Buchalo
Serhij Maksymowytsch Buchalo (* 25. Januarjul. / 7. Februar 1907greg. in Werchiwzewe, Gouvernement Jekaterinoslaw, Russisches Kaiserreich; † 16. Mai 1988 in Kiew, Ukrainische SSR) war ein ukrainisch-sowjetischer Politiker und Doktor der Wirtschaftswissenschaften.
Buchalo kam in Werchiwzewe, heute in der Oblast Dnipropetrowsk, Ukraine gelegen, als Sohn einer Arbeiterfamilie zur Welt. Er studierte bis 1931 am Dnipropetrowsker Bergbauinstitut, wo er im Anschluss bis 1938 als Wissenschaftlicher Assistent und Dozent arbeitete.
Zwischen 1939 und 1944 war er Kommissar und stellvertretender Volkskommissar für Bildung der Ukrainischen SSR.
Von 1950 bis 1959 war er Leiter der wissenschaftlichen und organisatorischen Abteilung des Präsidiums der Nationalen Akademie der Wissenschaften der Ukraine.
Seit 1959 war er Vizepräsident und seit 1964 Vorsitzender des Rates der produktiven Kräfte der Ukraine der Nationalen Akademie der Wissenschaften der Ukraine.
Von 1967 bis 1988 war er Professor und Leiter der Abteilung für Planung und Industrie des Kiewer Instituts für Volkswirtschaft (der heutigen Nationalen Wirtschaftsuniversität Kiew). Er starb 1988 in Kiew und ist auf dem Baikowe-Friedhof beerdigt.